# Pseudenaria sogai
Pseudenaria sogai är en skalbaggsart som beskrevs av Marc Lacroix 1993. Pseudenaria sogai ingår i släktet Pseudenaria och familjen Melolonthidae. Inga underarter finns listade i Catalogue of Life.